# Distretto di Sarıçam
Il distretto di Sarıçam (in turco: Sarıçam ilçesi) è un distretto della Turchia nella provincia di Adana con 132.939 abitanti (dato 2012)
Il distretto costituisce la parte meridionale del nucleo urbano di Adana.

## Geografia antropica

### Suddivisioni amministrative
Il distretto è suddiviso in 1 comune (Belediye) e 36 villaggi (Köy)